# Pint
Pint er en måleenhed for rumfang. Det er mest i Storbritannien og USA at denne enhed bliver brugt.

## Storbritannien
Efter Storbritannien er gået over til det metriske system, er det kun ved øl, cider og mælk at man bruger enheden pint.
- 1 pint = 0,56826125 liter

## USA
Den amerikanske pint har to forskellige mål: en for faste stoffer og en for flydende.
- 1 pint (flydende) = 0,473176473 liter
- 1 pint (fast) = 0,550610 liter

## Før metersystemets indførelse
I gamle dage, før indførelsen af metersystemet, havde man:

### Canada
- I den franske del af Canada var en pinte en kvart imperial gallon, det samme som 40 ounces, eller 1,1365225 liter [1]

### Frankrig
- Pinte de Paris, som modsvarede 48 kubiktommer, som er cirka 952,146 ml
- Pinte de Châlus, der modsvarede 2,380 liter
- Pinte de Bar, der modsvarede 1,07 liter[2]